# Bouscarle géante
Bradypterus grandis
Espèce
Statut de conservation UICN

 NT  : Quasi menacé
La Bouscarle géante (Bradypterus grandis) est une espèce d'oiseaux de la famille des Locustellidae.

## Répartition
Cet oiseau peuple le centre du Gabon (notamment le massif du Chaillu) et le Trinational de la Sangha et environs.

## Habitat
Son habitat naturel est les marais.
Elle est menacée par la perte de son habitat.